# شيريل أراوغو
شيريل أراوغو (بالإنجليزية: Cheryl Araujo)‏ هي ناشِطة أمريكية، ولدت في 28 مارس 1961، وتوفيت في 14 ديسمبر 1986 بسبب حادث مرور.